# Ajia Rumeli
Ajia Rumeli (gr. Αγία Ρουμέλη), starożytna Tarra – grecka wioska położona na południowym wybrzeżu Krety, w administracji zdecentralizowanej Kreta, w regionie Kreta, w jednostce regionalnej Chania, w gminie Sfakia. W 2011 roku liczyła 57 mieszkańców.
Wioska położona ok. 2,5 km od dolnego wylotu wąwozu Samaria jest bazą wypadową dla turystów zwiedzających wąwóz. Do miejscowości można dostać się jedynie drogą morską lub szlakiem turystycznym - pieszo. W wiosce znajduje się przystań dla promów kursujących do Chora Sfakion i Lutro oraz do Sui i Paleochory.